# Cleome suffruticosa
Cleome suffruticosa là một loài thực vật có hoa trong họ Màng màng. Loài này được Schinz mô tả khoa học đầu tiên năm 1888.